# Eduardo Gariel
Eduardo Gariel (Monterrey, (Mèxic) 1860 - Tacubaya barri de Ciutat de Mèxic, 1923) fou un musicòleg, pianista i compositor mexicà. Fou deixeble de Marmontel a París, i el 1887 fou nomenat professor de música de l'Escola de l'Estat de Saltillo, que dirigí des de 1899; el 1908 fou inspector de les escoles de música de la capital, el 1915 professor del Conservatori Nacional i el 1917 director d'aquest. Va viatjar pels Estats units, espanya, Itàlia, Suïssa i França.
Va publicar les obres següents:
- Copin; Consideraciones sobre algunes de sus obres y la manera de interpretarlas (1895),
- Solfeo Elemental (1905),
- Solfeo y Canto coral en notación modal cifrada (1905),
- Elementos de solfeo y canto coral (1908),
- Nuevo sistema de harmonia basado en cuatro acordes fundamentales (1916), traduïda a l'anglès el mateix any i matèria sobre la qual donà un curs en la Universitat de Colúmbia i en altres centres d'ensenyança estatunidencs.

També és autor de diverses composicions per a piano.